# Ја још спавам у твојој мајици
Ја још спавам у твојој мајици је шести студијски албум Светлане Цеце Ражнатовић, тада Величковић, који је издат за Lucky Sound јуна 1994.

## О албуму
Албумом Ја још спавам у твојој мајици, 1994. Цеца учвршћује сарадњу са Марином Туцаковић и Александром Радуловићем, тако да су они аутори комплетног пројекта од прве до последње песме. Албум је изашао у јуну месецу (око Цециног рођендана), што Цеца касније усваја као традицију. Као најслушаније песме, посебно су се издвојиле насловна нумера Ја још спавам у твојој мајици, Нећу да будем к’о машина, Ваздух који дишем, као и дует са пријатељицом и колегиницом Миром Шкорић, Не рачунај на мене.
Албум је продат у тиражу од 100 000 примерака.

## Списак песама
На албуму се налазе следеће песме:
| Бр. | Назив                                  | Текст             | Музика               | Аранжман             | Трајање |
| --- | -------------------------------------- | ----------------- | -------------------- | -------------------- | ------- |
| 1.  | Ја још спавам у твојој мајици          | Марина Туцаковић  | Народна              | Александар Радуловић | 03:40   |
| 2.  | Девојко вештице                        | Марина Туцаковић  | Александар Радуловић | Александар Радуловић | 03:10   |
| 3.  | Ваздух који дишем                      | Марина Туцаковић  | Александар Радуловић | Александар Радуловић | 03:05   |
| 4.  | Волела сам те...                       | Милић Вукашиновић | Милић Вукашиновић    | Александар Радуловић | 03:45   |
| 5.  | Не рачунај на мене (feat. Мира Шкорић) | Марина Туцаковић  | Александар Радуловић | Александар Радуловић | 03:10   |
| 6.  | Нећу да будем к'о машина               | Марина Туцаковић  | Александар Радуловић | Александар Радуловић | 03:10   |
| 7.  | К'о некад у осам                       | Марина Туцаковић  | Александар Радуловић | Александар Радуловић | 03:15   |
| 8.  | Куда иду остављене девојке             | Марина Туцаковић  | Александар Радуловић | Александар Радуловић | 03:55   |
| 9.  | Нема ништа ново                        | Марина Туцаковић  | Оливер Мандић        | Александар Радуловић | 03:45   |

1. ↑  Песма се налази на омоту албума, али на CD-у нема аудио-записа. Песма је објављена годину дана касније на албуму Фатална љубав, под називом Злато, срећан пут.[тражи се извор]

## Информације о албуму
- Продуцент: Александар Радуловић
- Специјалан гост у песми 5: Мирјана Шкорић
- Припрема и програмирање: Студио "Lucky Sound"
- Синхронизација: Студио "Oxigen"
- Микс и пост продукција: Digital Mastering Studio "Лаза Ристовски"
- Тон мајстор: Срђан Чолић
- Management: Бане Стојановић
- Компјутерска обрада: Line of Design
- Стајлинг: Miss Гога
- Фризура: Салон "Љиља"
- Шминка: Татјана Кесић
- Фото и Дизајн: Дејан Милићевић

## Обраде
- 1. Ја још спавам у твојој мајици (оригинал: Christos Kyriazis - Epimeno - 1992)
- 3. Ваздух који дишем (оригинал: Славица Трипуновић Дајана - Ваздух који дишем - 1993)
- 4. Волела сам те... (оригинал: Ханка Палдум - Ја те волим - 1982)

## Спотови
- Волела сам те...
- Не рачунај на мене
- Нећу да будем к'о машина
- Ко некад у осам